# Малиновое Озеро
Мали́новое О́зеро — посёлок городского типа в Михайловском районе Алтайского края России. Образует Малиновоозёрский поссовет. Имеет статус моногорода с 2010 года.

## География
Расположен в Кулундинской степи на берегу одноимённого озера, в 5 км от бывшей железнодорожной станции Малиновое Озеро.
Озёра Танатар представляют собой цепь содовых и полусодовых (горчинных) озёр, из которых предприятия добывают соду.
В 20 км от пгт. Малиновое Озеро находится государственная Российско-Казахстанская граница.

Расстояние до ближайшего города — Рубцовска — составляет 160 км.
Климат
Континентальный климат посёлка определяется своеобразным географическим положением на юге Западной Сибири. Открытость воздействию одновременно со стороны Алтайских гор, Северного Ледовитого океана и полупустынных районов Средней Азии создаёт возможность поступления различных по свойствам воздушных масс, что способствует значительной контрастности погодных условий. Для посёлка Малиновое Озеро характерна прохладная, умеренно-суровая и малоснежная зима и тёплое лето.
Самый холодный месяц года — январь (средняя температура −17,5 °C), самый тёплый — июль (+25,8 °C). Абсолютный максимум (температура воздуха в тени) наблюдался в июле 1953 года и августе 2012 года (+42,2 °C). Абсолютный минимум — в январе 1951 года (−51,1 °C). Средняя дата последнего заморозка в воздухе — 19 мая, дата первого заморозка — 17 сентября
Относительная влажность в холодный период года варьируется в пределах 73—76 %, а в тёплый период составляет около 62 %. Среднегодовое количество осадков составляет 539 мм, во время тёплого сезона (апрель — октябрь) выпадает 65 % от общего их числа. Среднее количество дней с выпадением осадков составляет 180, из них 113 приходится на осенне-зимний период.
Количество пасмурных, ясных и полуясных дней в году — 130, 49 и 186 соответственно. Суммарная продолжительность солнечного сияния за год — 2180 часов.
В розе ветров Малинового Озера наблюдается преобладание юго-западных, западных и южных ветров.
Реки

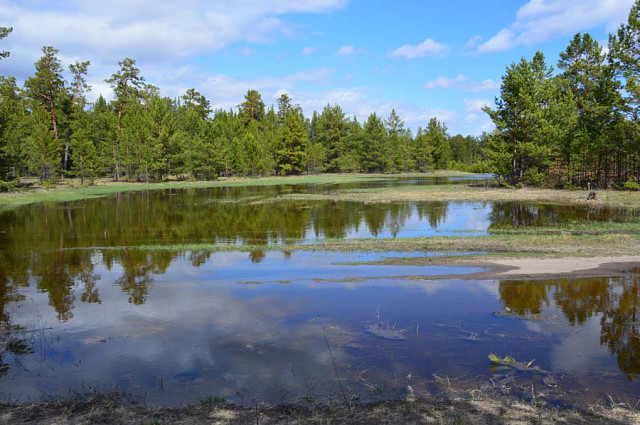
река Бакланиха

В 5 км от посёлка Малиновое Озеро протекает река Бакланиха. Она берёт своё начало в Волчихинском районе, вытекая из реки Усть-Волчиха и одноимённого озера Бакланиха. Длина реки составляет не более 30 км, она питает несколько степных озёр и впадает в озеро Малиновое. Русло реки неширокое — всего 20—30 м, лишь кое-где доходит до 150 метров, по пути образует озёра и вбирает притоки. Глубина реки небольшая, в некоторых местах достигает 1,5—2 м, летом вода хорошо прогревается. Весной, в половодье, река из тихой и спокойной превращается в бурную.
Животные и растительность
В сосновых лесах обитает белка-телеутка, есть лисица, хорь. Мелкие животные — грызуны — те же, что и в степи. С переходом в лесостепь появляются новые местообитания и новые виды животных: суслики краснощёкий и рябой, хомяк обыкновенный, из мышиных — полёвка-экономка, полёвка красная, из хищников — волк, рысь, лисица, горностай, ондатра и заяц-русак.

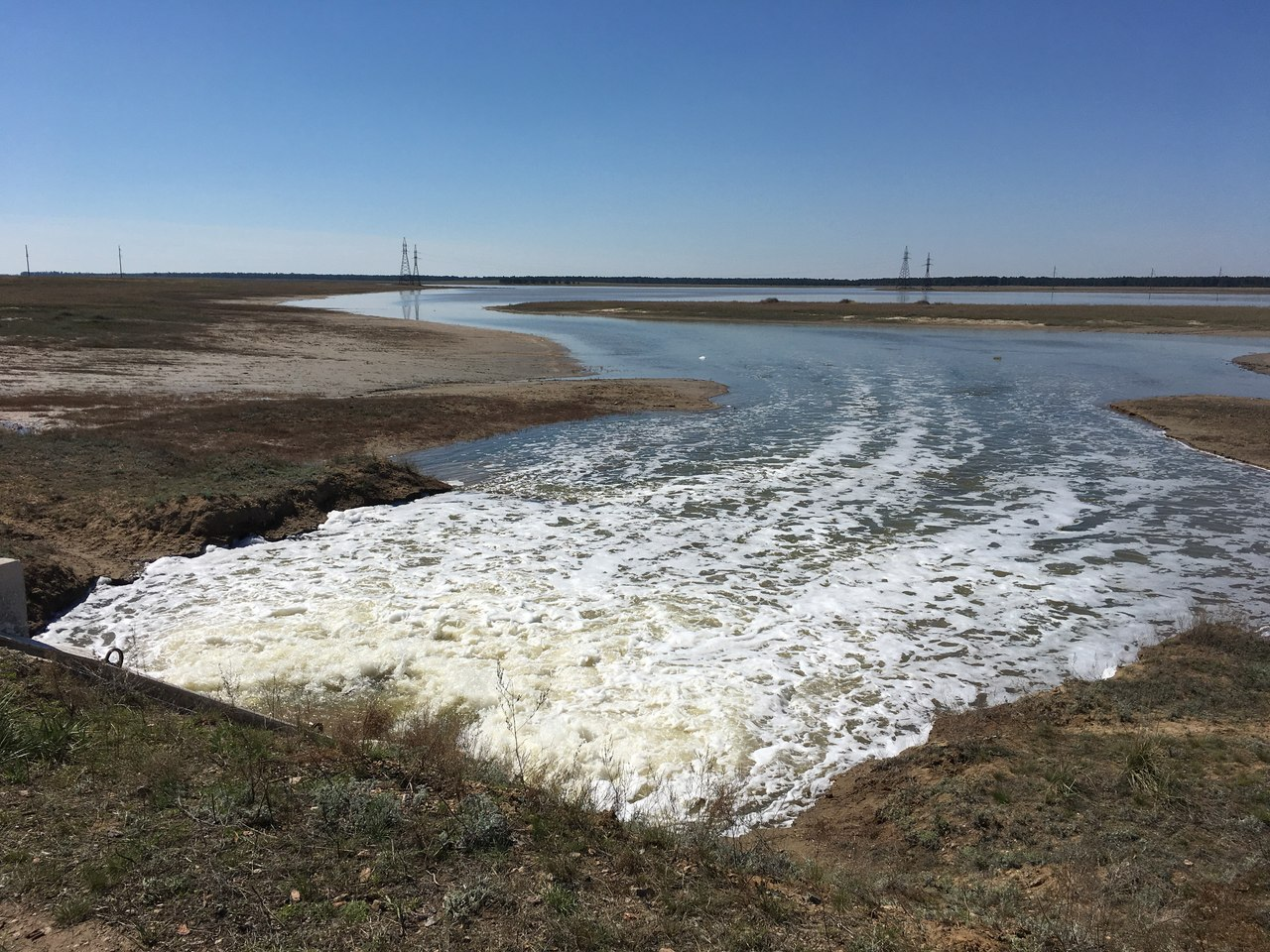
р. Бакланиха. Бурное течение. Май 2018.

Из крупных животных встречается лось.
Птицы: сапсан, степной орёл, ходулочник, чёрный гриф, журавль, тетерев, глухарь.
Змеи: степная гадюка, уж.
Растительность: ромашка, мох луговой, кровохлёбка, лапчатка, лук, пастушья сумка, кохия стелющаяся.

## История
С 1942 года установлен статус посёлка городского типа.

## Население
| 1970  | 1979  | 1989  | 2010  | 2011  | 2012  | 2013  | 2014  | 2015  |
| ----- | ----- | ----- | ----- | ----- | ----- | ----- | ----- | ----- |
| 5277  | ↘4728 | ↗5009 | ↘3586 | ↘3575 | ↘3529 | ↘3420 | ↘3353 | ↘3263 |
| 2016  | 2017  | 2018  | 2019  | 2020  | 2021  |       |       |       |
| ↘3180 | ↘3090 | ↘3030 | ↘2990 | ↘2952 | ↘2680 |       |       |       |

## Экономика
Градообразующее предприятие — Михайловский завод химических реактивов (МЗХР), работающий на сырьё из озера Танатар.
ООО «Михайловский завод химических реактивов» является единственным производителем в России магния карбоната фармакопейного и меди уксуснокислой.
Завод — старейшее предприятие химической промышленности и одно из крупнейших предприятий Алтайского края, поставляющее свою продукцию во все регионы России, а также в страны ближнего и дальнего зарубежья. Продукция находит применение в самых широких областях: химической, угольной, медицинской, текстильной промышленности, в сельском хозяйстве, и др.
В посёлке также имеются не работающие в настоящее время предприятия (например, пивоваренный завод).
Предприятие ОАО «Алтай-Сода» ранее добывало соду из содовых озёр типа Танатар. Теперь же оно перерабатывает мелких рачков из озера.

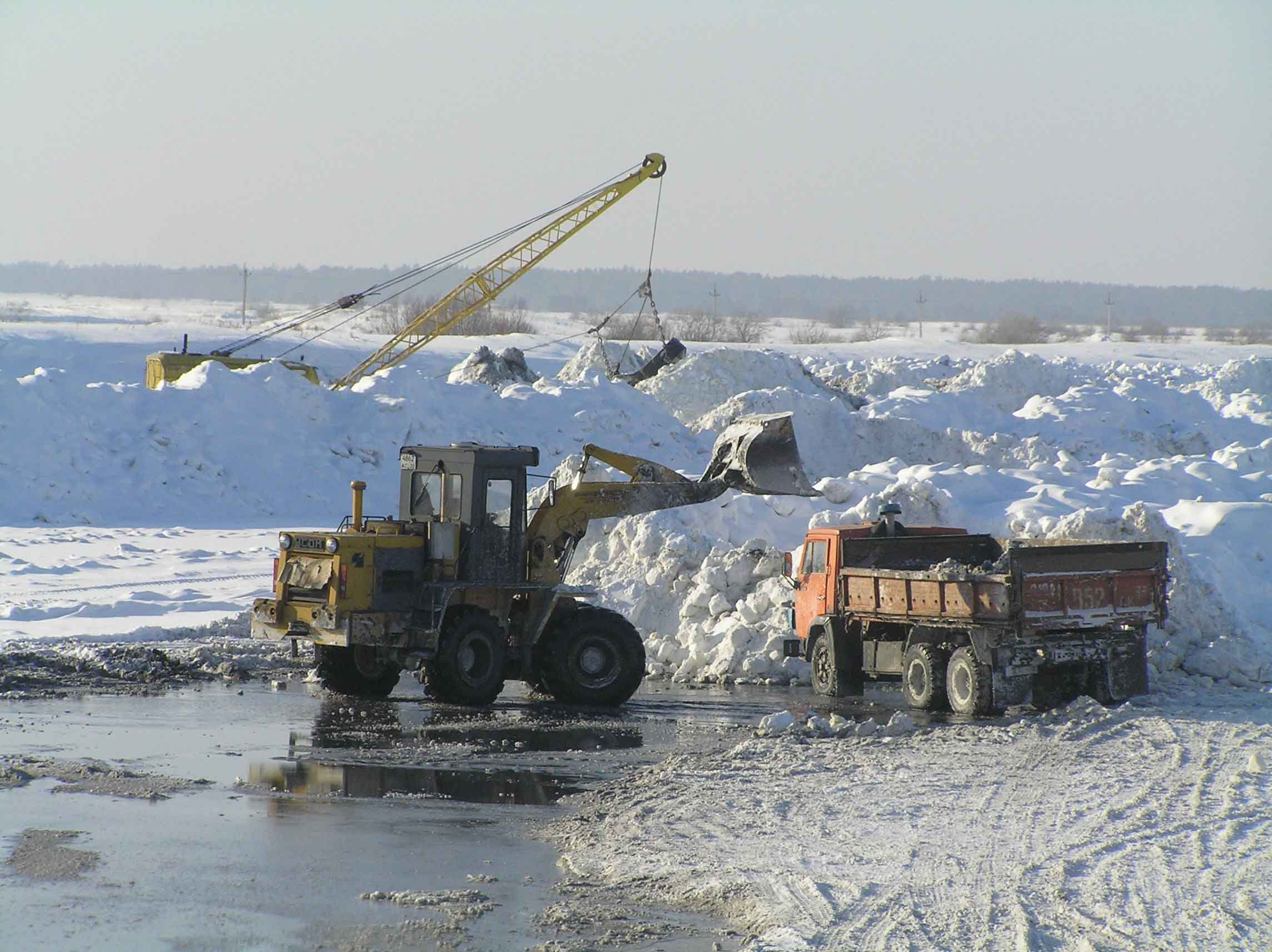
Предприятие «Алтай-Сода» добывает соду из озёр типа Танатар

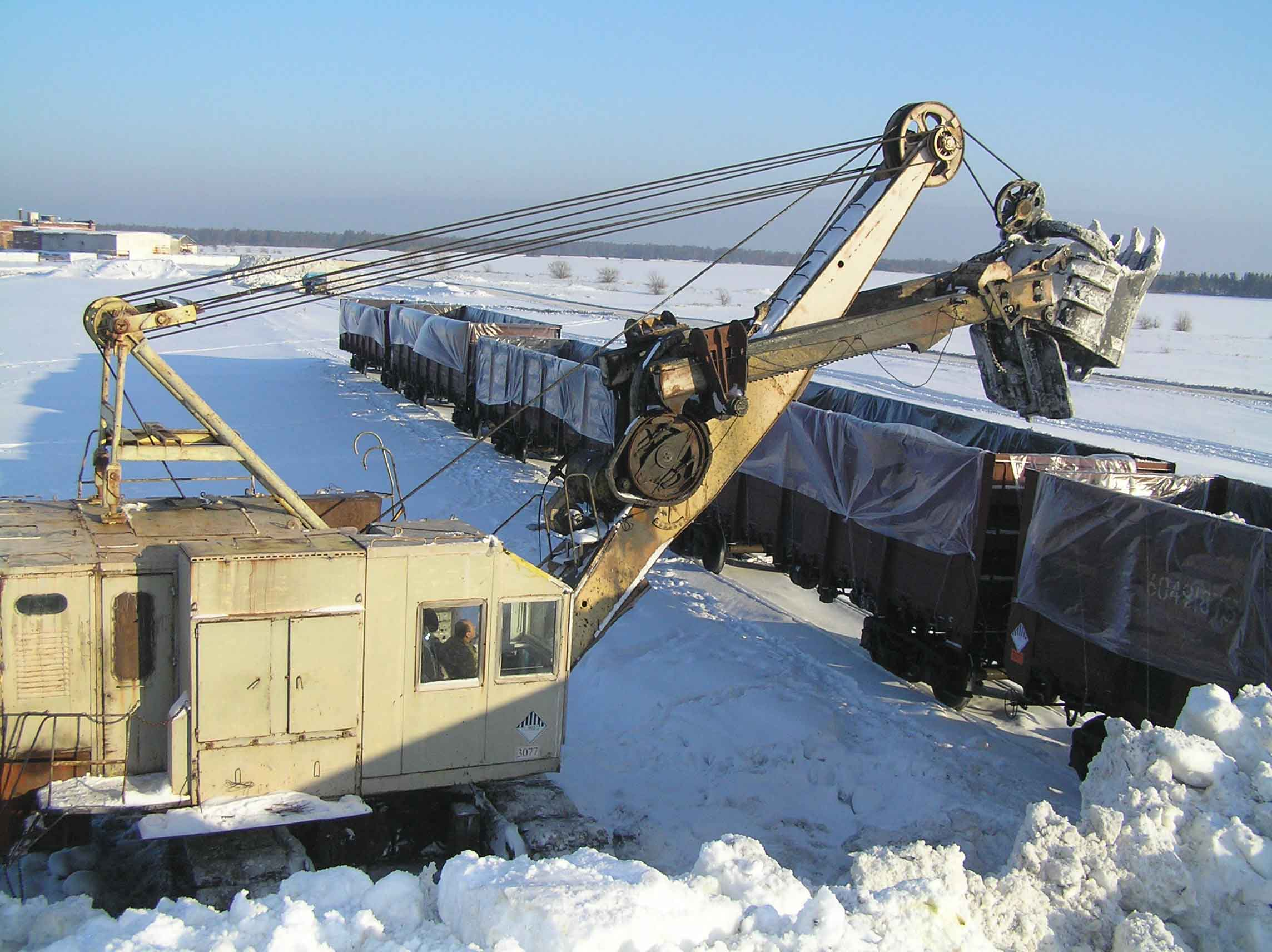
Предприятие "Алтай-Сода "(Погрузка соды в вагоны)

## История завода МЗХР
В 1928 году экспедиция Западно-Сибирского геологического управления под руководством профессора М. И. Кучина на Михайловских озёрах (Танатар) определила значительные запасы соды. Площадь акваторий составила 20 км2. Добыча соды производилась из поверхностных содовых рассолов. Работы по добыче соды, её перевозке и переработке сопровождались применением тяжёлого физического труда. Переработка соды заключалась в сушке её в пламенно-отражательных печах, топливом служили дрова, а позднее — уголь.
20 января 1943 года было принято постановление Государственного комитета обороны (Г. К.О.) за № 2771 С, в котором на НКВД было возложено строительство железной дороги от ст. Кулунда Омской ж.д. до Михайловского содового завода и проведение строительных работ, обеспечивающих увеличение выпуска кальцинированной соды.
В 1943—1944 годах был построен комплекс производства кальцинированной соды с энергетическими и прочими вспомогательными цехами.
Наряду с производством кальцинированной соды и в отдельные годы — природного сульфата и кристаллической соды, с целью улучшения экономического положения в 1959 году были введены дополнительные рентабельные производства: соды брикетированной и щелочных электролитов.
Параллельно решался вопрос переработки кристаллической соды в кальцинированную. В 1961 году силами работников комбината спроектирована и построена установка «кипящего слоя», работающая на соде-сырце. С 1965 года установка работала на рассолах.
В 1962—66 годах были организованы производства следующих химреактивов: перкарбоната натрия (персоли), карбамидной смолы, синтетических стиральных порошков, карбоната магния фармакопейного.
В 1970 году был запущен в эксплуатацию цех неорганических химреактивов девяти наименований, а именно: натрий хлористый, натрий сернокислый безводный, натрий сернокислый 10-водный, натрий углекислый безводный, натрий углекислый 10-водный, магния окись, магний сернокислый, магний углекислый, магний карбонат фармакопейный.
Сегодня предприятие работает по современным технологиям, имеет высококвалифицированный персонал, огромный опыт работы на рынке химической продукции. На сегодняшний день завод производит более 50 наименований продукции как химреактивов, так и товаров бытовой химии.

## Автомобильные трассы
Местного значения
Малиновое Озеро — Угловское — Рубцовск
Малиновое Озеро — Михайловское — Славгород
Как добраться

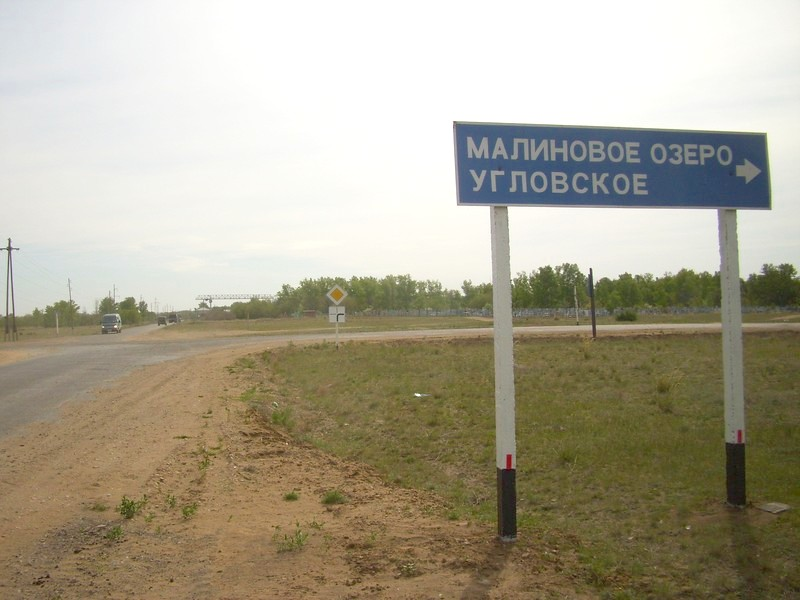
Выезд из с. Михайловское в пгт. Малиновое Озеро

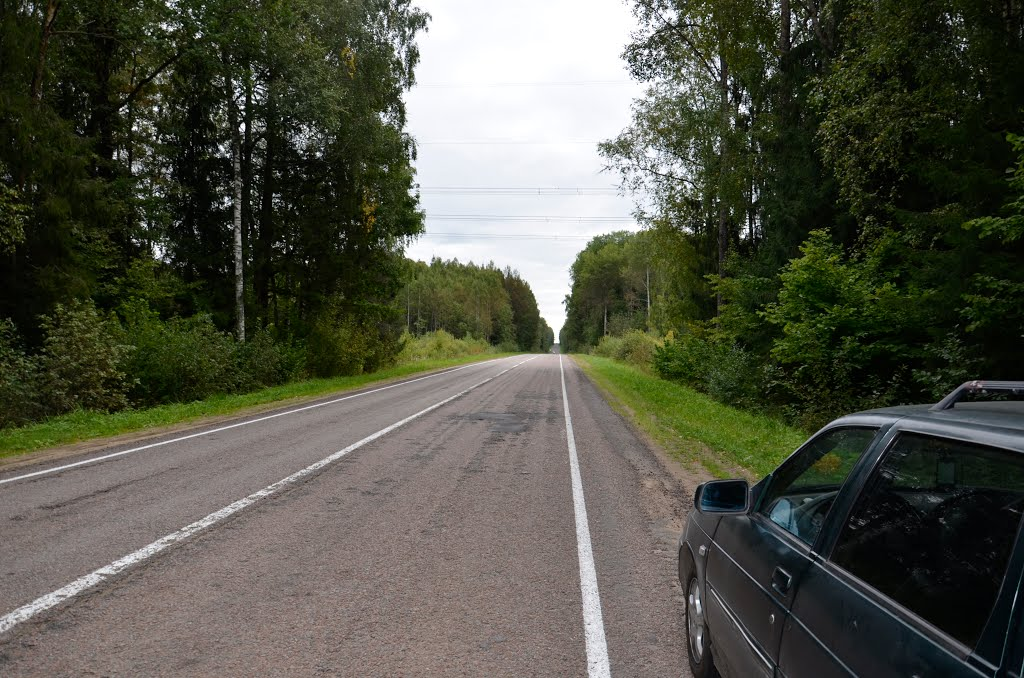
Дорога на Малиновое Озеро (между пгт. Малиновое Озеро и с. Михайловским)

Раньше у посёлка Малиновое Озеро была железнодорожная станция, но теперь добраться до него можно по автомобильной дороге из Рубцовска (через с. Волчиху или с. Угловское).
До Малинового Озера можно доехать на автобусе из Барнаула (ежедневно ходит комфортабельный автобус), расстояние по автодороге — 410 километров, время в пути — 7—8 часов.
Время отправления автобуса:
Из Барнаула до Малинового Озера — в 16:40, прибытие в 00:30.
Из пгт. Малиновое Озеро до Барнаула — в 20:40 , прибытие в 5:30.
Более комфортный вариант: из Барнаула на поезде до Кулунды, затем на автобусе до Михайловского (110 км, время в пути около полутора часов).
Из Михайловского ходят маршрутки каждые 30 минут, время в пути около 20 мин.
В Барнаул можно попасть по железной дороге, а из многих российских городов отправляются прямые авиарейсы.

## Туристические места и базы отдыха
С 1 февраля 2013 года пгт. Малиновое Озеро вошёл в состав Большого туристического золотого кольца Алтайского края.
На берегу Малинового озера имеется новый автокемпинг (в будущем БО «Малиновое озеро»), для отдыхающих в настоящее время предоставляется 2 туристических домика с двумя номерами в каждом, которые рассчитаны на 2-х человек, дополнительно отдыхающим предоставляют мангал для пикника, расчищена площадка для палаточного лагеря, организована автостоянка (при этом костёр бесплатно). На самом берегу озера расположена сауна.
В 400-х метрах имеется небольшой пресный водоём, который предназначен для купания.
Благоприятное время для посещения озера с 3 июня по 20 сентября.
История озера Малиновое

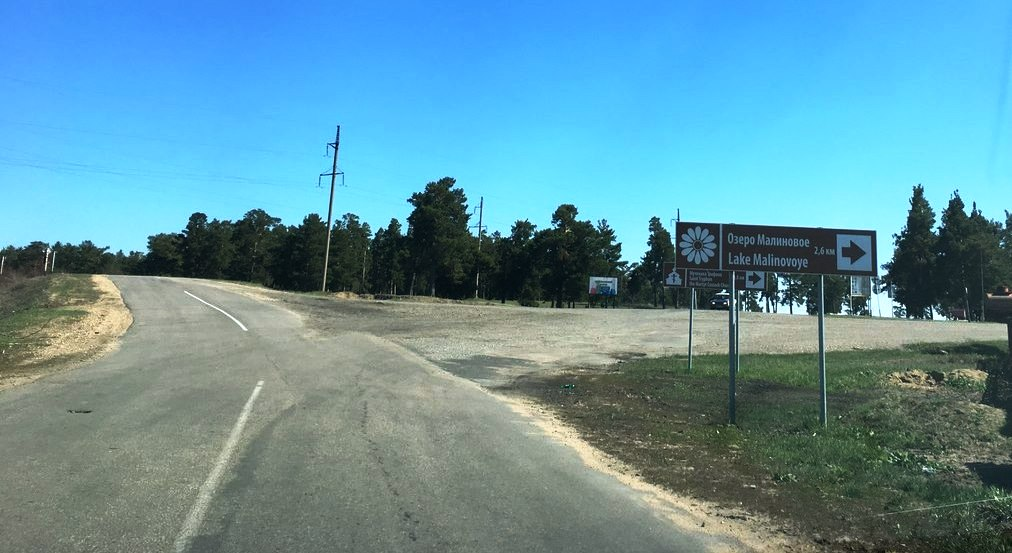
Перекрёсток на въезде в п. Малиновое Озеро

Иностранцы, которым посчастливилось разделить трапезу с великой императрицей Екатериной II, удивлялись необычной соли розовато-малинового цвета, подаваемой к столу. Такой диковинки они не видели нигде больше. А русские знали, что привозится она с далёкой Кулундинской степи, расположившейся у подножья Алтайских гор. Но мало кто мог побывать в тех далёких местах — так тяжело было туда добраться. Только ходили легенды о том, что плещется там огромное розовое озеро, искупавшись в котором, бабы-неродихи вскоре приносят младенцев, а рябые хорошеют.
Горько-солёная вода в нём — розово-малинового цвета, этот оттенок придаёт ей особый фитопланктон. Ещё одной особенностью этого озера является запас лечебных грязей. Уникальный природный объект при этом никак не защищён: он не имеет статуса особо охраняемой природной территории даже местного уровня. Между тем Малиновое озеро вместе с сосновым бором и растительностью солончаков представляет собою уникальный природный комплекс, нуждающийся в охране.
Малиновое озеро являлось собственностью императрицы Екатерины II. Ежегодно к её столу поставляли 100 пудов этой соли, и только её подавали к столу во время иностранных приёмов, потому что соль была изысканного розово-малинового цвета. Объясняется этот цвет тем, что Малиновое озеро населяют бактерии серрации салинарии, которые вырабатывают розоватый пигмент.
Лечебная грязь

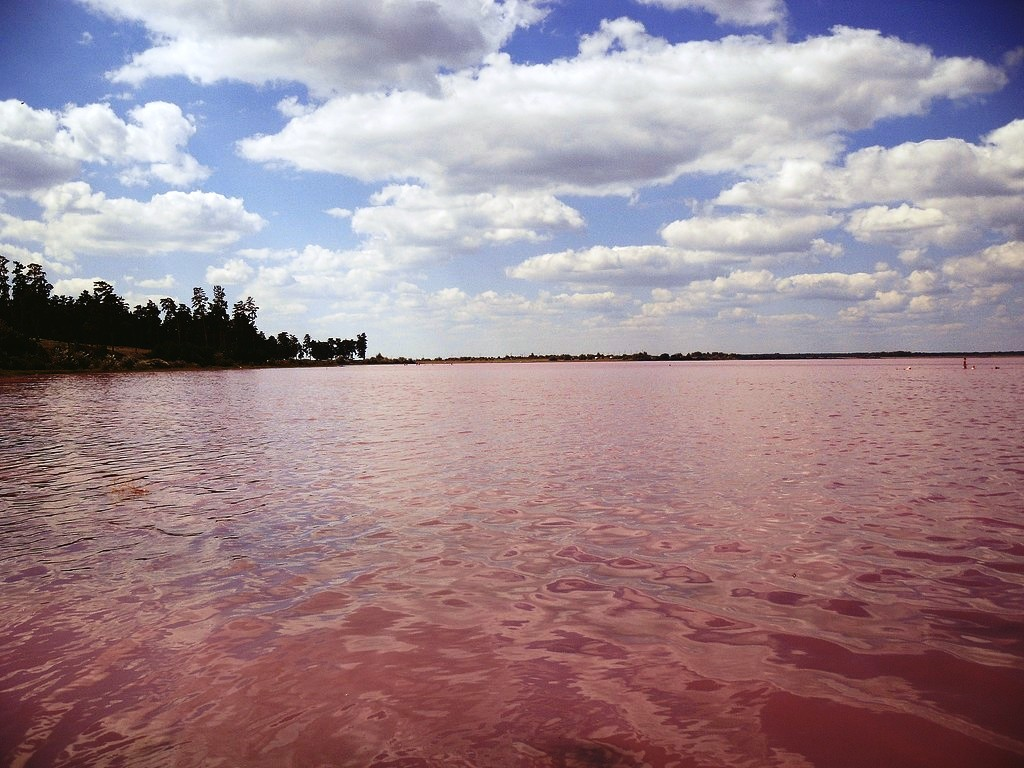
Малиновое Озеро. Июль 2017 года.

Сульфидно-иловая грязь нормализует функции кожи: очищает её, абсорбирует излишки кожного жира, удаляет с поверхности кожи ороговевшие клетки, освобождает поры. Всё это подготавливает кожу к приёму биологически активных веществ и увлажнению.
Грязь улучшает обмен веществ в клетках кожи, стимулирует кровообращение, уменьшает раздражения и воспалительные процессы, разглаживает морщины, замедляет процесс старения кожи.
Грязь оказывает целебное действие при заболеваниях кожи — псориазе, экземе, нейродермите. Грязевые аппликации на кожу волосистой части головы эффективны при себорее, для укрепления корней волос при раннем облысении и усиленном выпадении волос.
Грязь облегчает ревматические, мышечные и суставные боли, содержащиеся в грязи вещества проникают в ткани и кровь, и уменьшают воспалительные процессы в суставах. Грязелечение активизирует обмен веществ, улучшает снабжение тканей кислородом. Ткани глубоко прогреваются, сосуды расширяются, циркуляция крови и лимфы улучшается, из воспалительного очага вымываются шлаки, организм очищается и боль уменьшается.

## Люди, связанные с посёлком
- Нина Николаевна Усатова (р. 1951, пгт Малиновое озеро) — актриса

Нина Усатова говорит про себя так: «Родилась в степи, росла всю жизнь в лесу, а люблю море». Эта любовь у неё из детства. Она родилась в краю ста солёных озёр, в селе Малиновое Озеро Алтайского края. Алтайская земля — Клондайк природных феноменов. Там, в доме на дальней станции, у матери Пелагеи принял роды отец ребёнка лесничий Николай Усатов. Ждали сына, но в этот мир без стука вошла царевна: имя Нина означает «царственная».
Солёное Малиновое озеро Нины Усатовой — настоящее природное сокровище. О его чудодейственной силе ходят легенды. Говорят, оно врачует раны, обращает время вспять. «В детстве хорошо было, — вспоминает Нина Усатова. — Казалось, мы самые богатые, мы самые счастливые. А так и было, правда? Детство же нам всем кажется счастливым».
Более полувека её влекло на родину, в ту единственную крошечную точку на карте под названием Малиновое Озеро, где она впервые прикоснулась к чуду жизни.

## Русская православная церковь
В 2014 году на одной из улиц поселения был построен храм Святого мученика Трифона, которого почитают в этих местах и считают здешним покровителем.

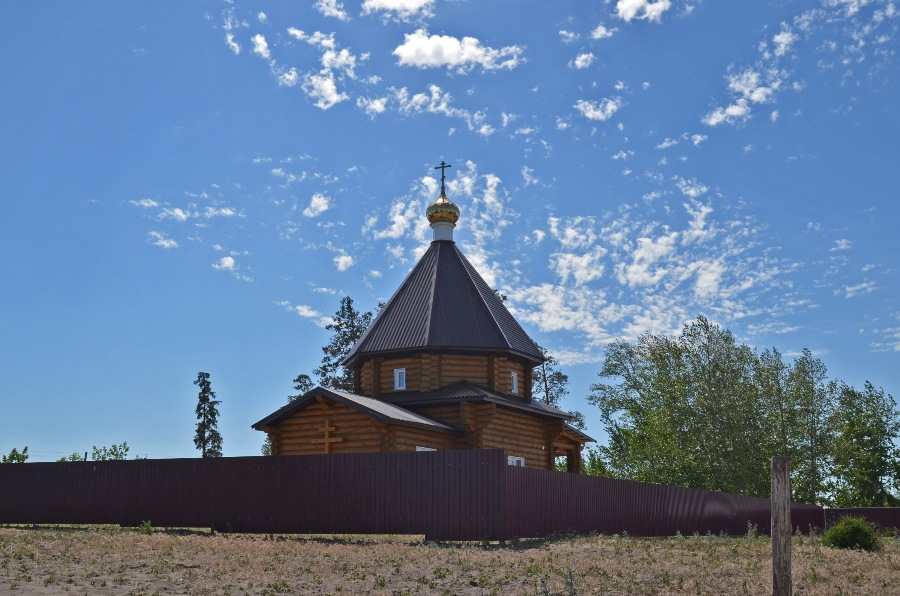
Храм Святого мученика Трифона

## Фотографии посёлка Малиновое Озеро

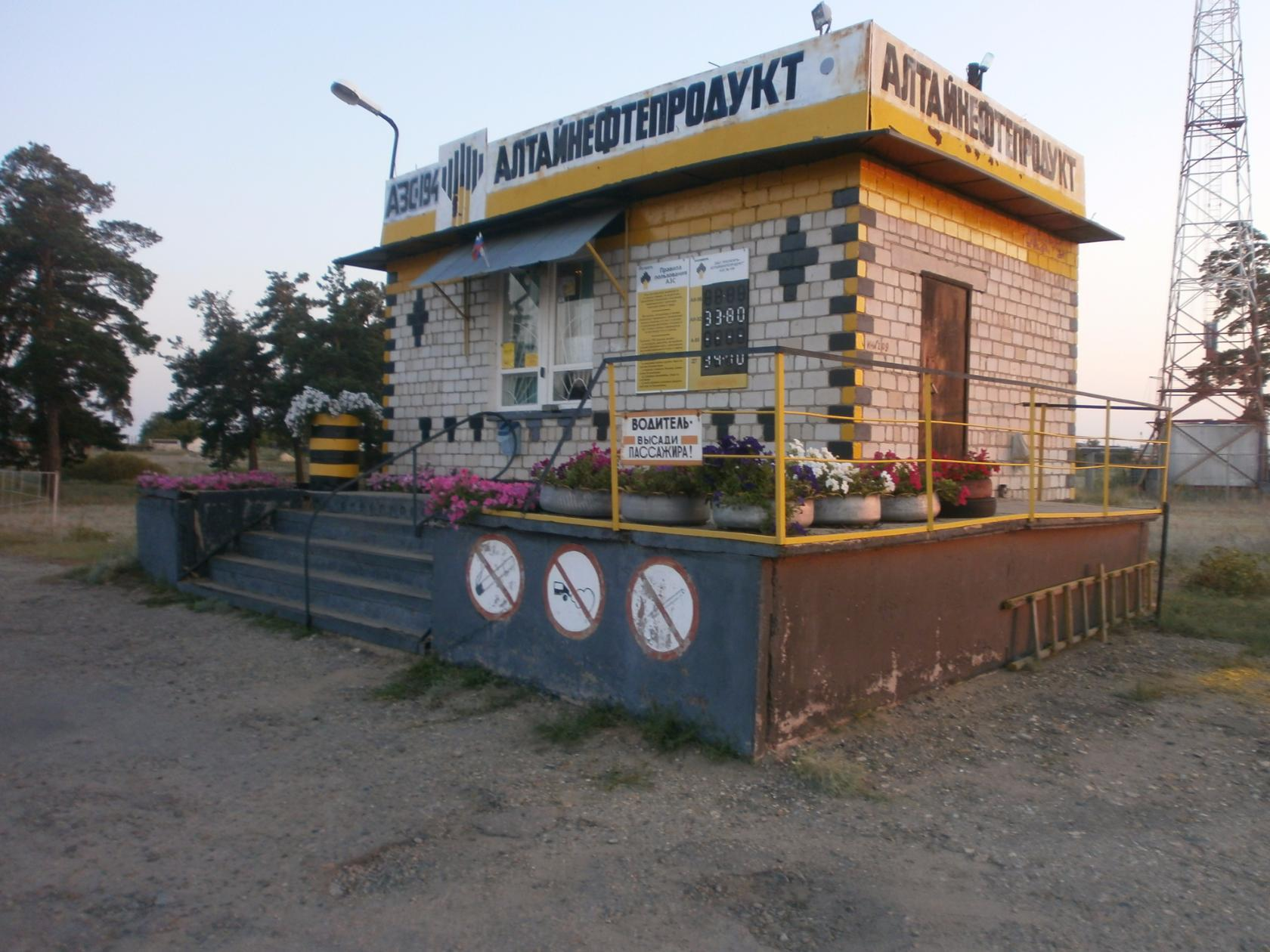
Азс Роснефть

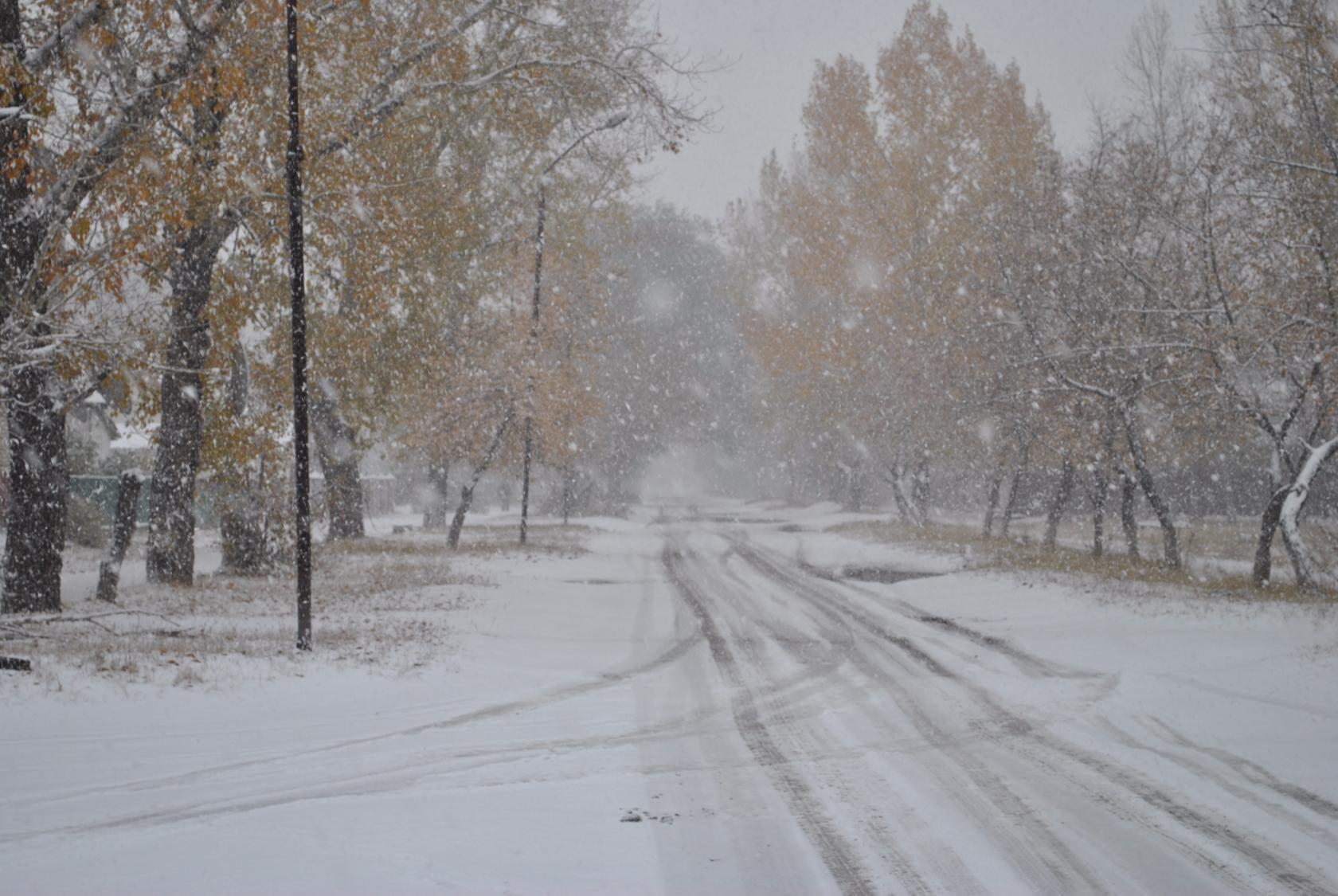
Снег в посёлке 10.10.16

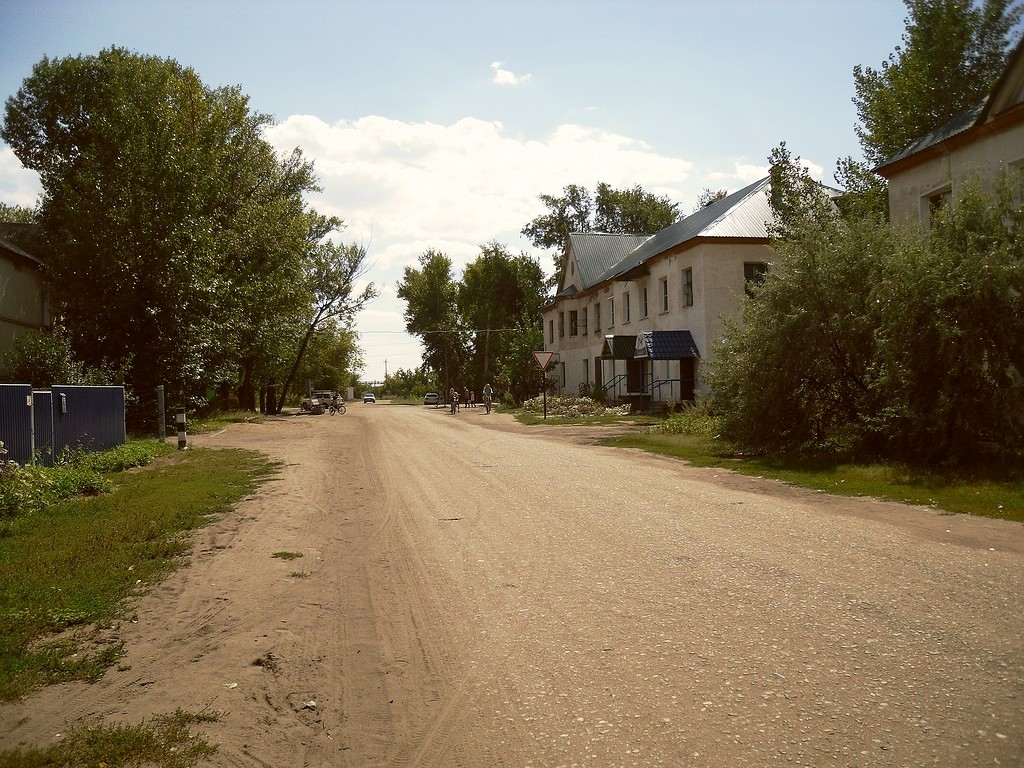
Переулок заводской.

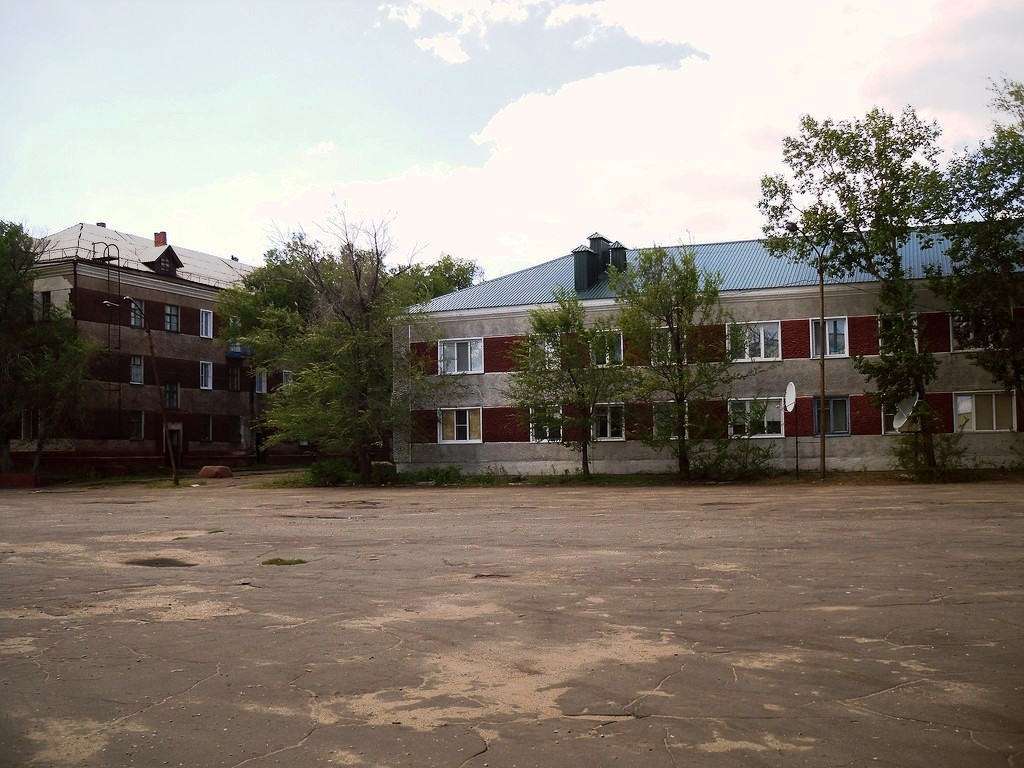
Центр посёлка

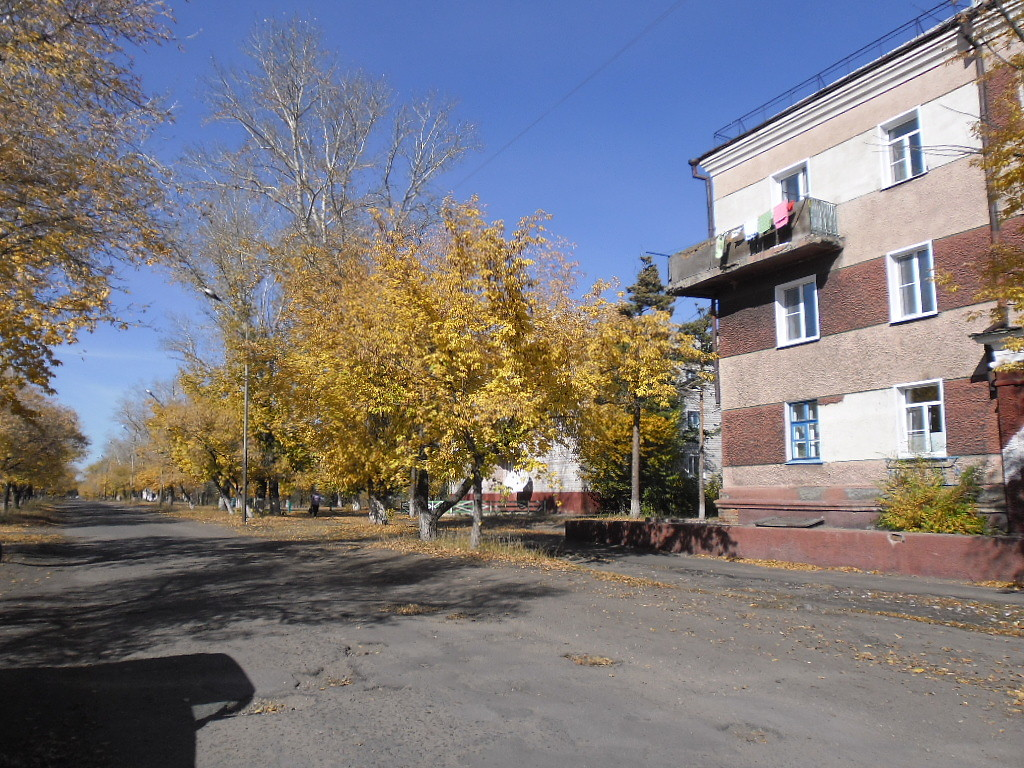
Улица Центральная

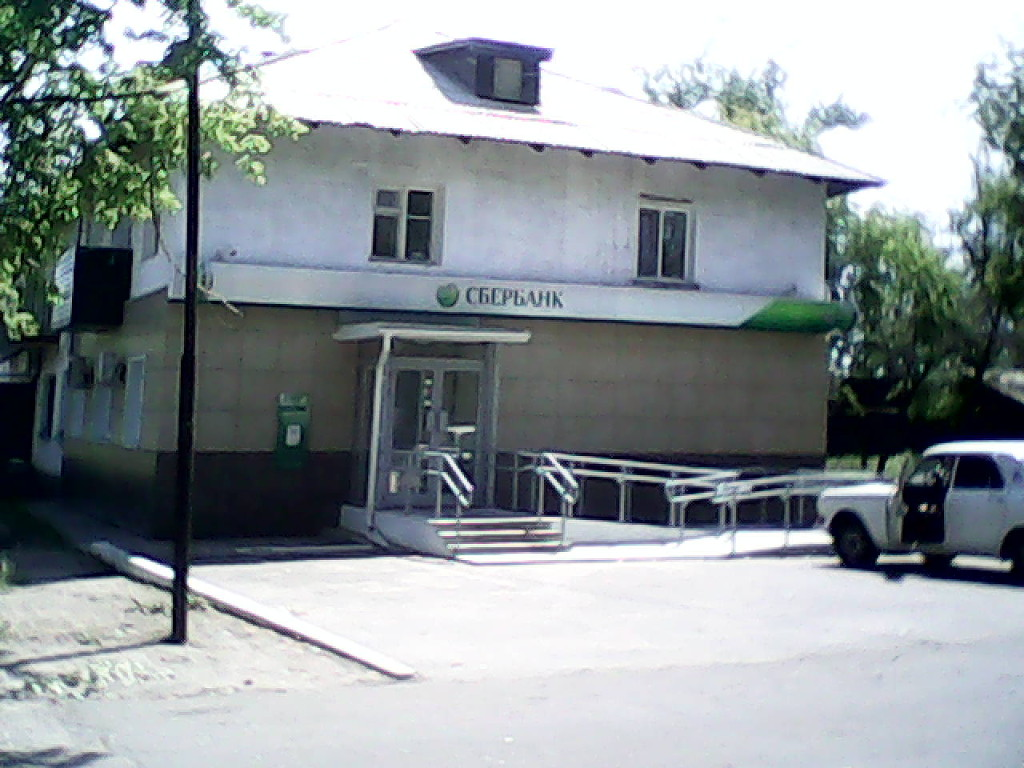
Сбербанк

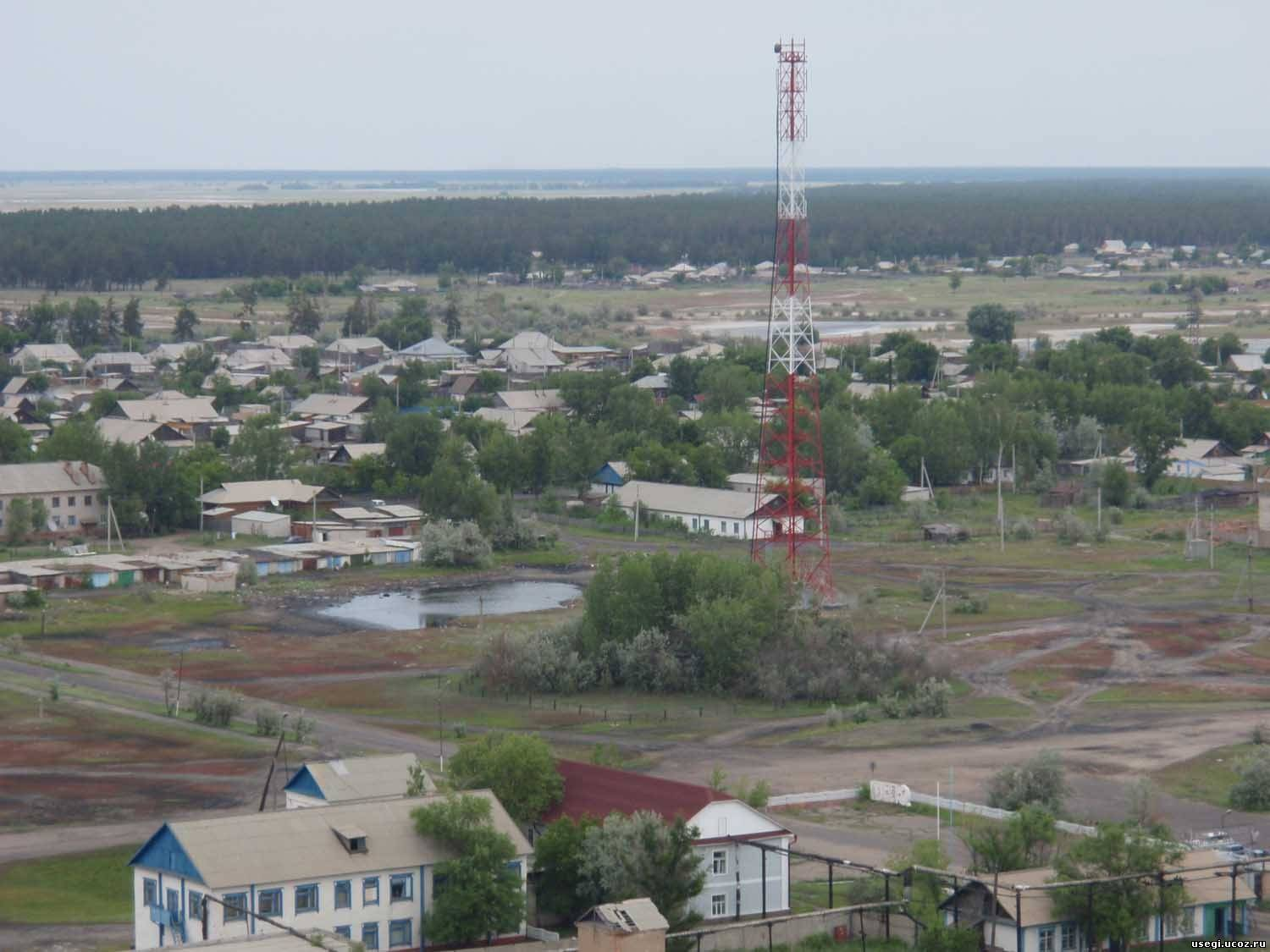
Посёлок Малиновое Озеро — Обзорная Панорама 2

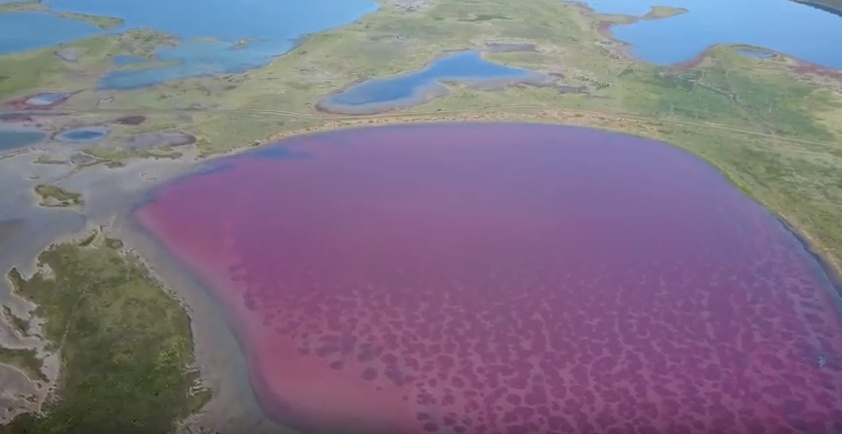
Малиновое Озеро. Виды с высоты